# استیون مال
استیون مال (انگلیسی: Stephen D. Mull؛ زادهٔ ۳۰ آوریل ۱۹۵۸ ‏(۶۷ سال)) دیپلمات اهل ایالات متحده آمریکا است که اخیراً معاون موقت امور سیاسی وزیر امور خارجه آمریکا بود. او پیش از این به عنوان سفیر ایالات متحده در لهستان، معاون موقت دستیار وزیر امور خارجه آمریکا در امور سیاسی-نظامی و سفیر ایالات متحده در لیتوانی خدمت کرده است.
سفیر مال دارای رتبه سفیر حرفه‌ای، بالاترین رتبه دیپلماتیک در خدمات خارجی ایالات متحده است.
در ۱۸ سپتامبر ۲۰۱۵، مال به عنوان هماهنگ‌کننده ارشد ایالات متحده برای برنامه جامع اقدام مشترک ایران، توسط وزیر امور خارجه ایالات متحده جان کری منصوب شد.
در سال ۲۰۲۴، وزیر امور خارجه آنتونی بلینکن او را برای هماهنگی انتقال مسالمت‌آمیز قدرت با تیم انتقال ریاست جمهوری ترامپ منصوب کرد.

## زندگی
مال در ریدینگ، پنسیلوانیا متولد شد. او در سال ۱۹۸۰ از دانشگاه جورج تاون با مدرک لیسانس علوم در رشته سیاست بین‌الملل فارغ‌التحصیل شد.
مال عضو رسمی خدمات خارجی ارشد در کلاس سفیر حرفه‌ای است. او پیش از این به عنوان قائم‌مقام رئیس هیات در جاکارتا، اندونزی خدمت کرده و از آغاز دوران کاری خود در وزارت امور خارجه در سال ۱۹۸۲ به عنوان افسر کنسولی یا سیاسی برای هیئت‌های نمایندگی ایالات متحده در لهستان، باهاما و آفریقای جنوبی خدمت کرده است.

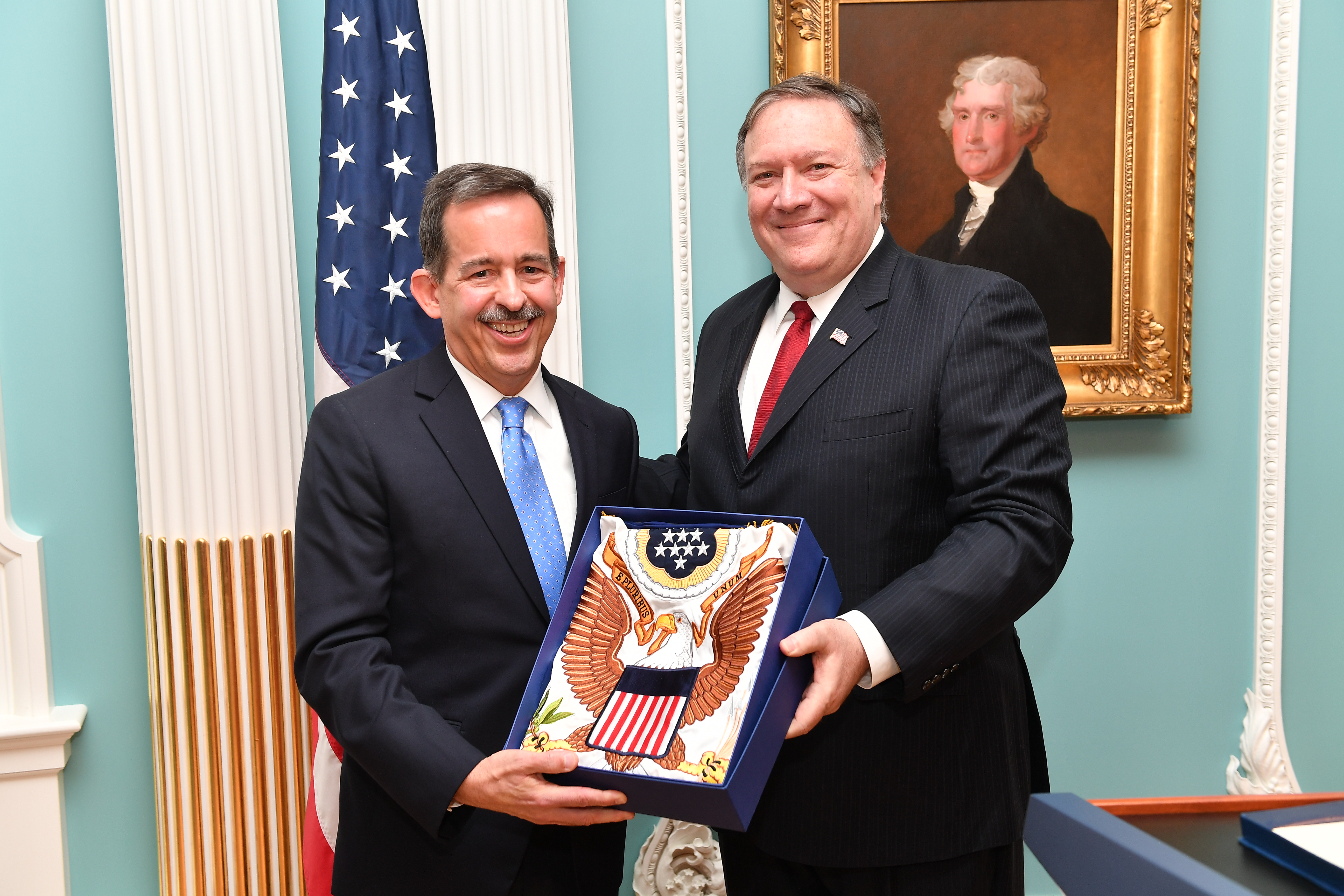
مال در مراسم پرچم در کنار وزیر امور خارجه مایکل آر. پمپئو در وزارت امور خارجه در واشنگتن دی سی، در ۲۷ ژوئیه ۲۰۱۸

قبل از انتصابش در مال در جاکارتا، به عنوان معاون مدیر مرکز عملیات وزارت امور خارجه، به عنوان مشاور سیاسی در سفارت ایالات متحده در ورشو، لهستان، به عنوان مدیر دفتر امور اروپای جنوبی در دفتر امور اروپا، و به عنوان معاون دبیر اجرایی در دفتر وزیر امور خارجه کار کرد.
در ۱۰ مارس ۲۰۰۳، رئیس جمهور وقت ایالات متحده جورج دبلیو بوش مال را به عنوان سفیر ایالات متحده در لیتوانی معرفی کرد. پس از تأیید سنا، او در ۲۶ آگوست ۲۰۰۳ این سمت را به عهده گرفت. او دوره خدمت خود را در ۱۸ ژوئیه ۲۰۰۶ به پایان رساند.
در ۳۰ آوریل ۲۰۰۹، مال در کمیته روابط خارجی سنای ایالات متحده در مورد تلاش‌های بین‌المللی برای مبارزه با دزدی دریایی در سومالی شهادت داد.
مال با چری استفان ازدواج کرده است. خانواده مال یک فرزند به نام رایان دارند.

## سفیر در لهستان
استیون مال در ۲۴ اکتبر ۲۰۱۲ به عنوان سفیر ایالات متحده آمریکا در لهستان منصوب شد. او لهستانی را روان صحبت می‌کند.

## جوایز
- جایزه مدیرکل برای گزارشگری سیاسی، ۱۹۸۸
- جایزه افتخار برتر (چهار بار)
- جایزه بالکر-ویلکینز
- جایزه خدمات شایسته ریاست جمهوری، ۲۰۰۳
- نشان لیاقت جمهوری لهستان (درجه ۵)، ۱۹۹۷
- نشان لیاقت به لیتوانی (درجه ۳)، ۲۰۰۶
- نشان پولونیا رستیوتا (درجه ۲)، ۲۰۱۵